# ایستگاه (مجموعه تلویزیونی ارمنستانی)
ایستگاه (ارمنی: Կայարան Kaiaran؛ انگلیسی: Station) یک مجموعه تلویزیونی ملودرام درام ارمنستانی ۳۵-۴۰ دقیقه‌ای محصول سال ۲۰۱۶ کشور ارمنستان به  تهیه‌کنندگی النا آرشاکیان و نویسندگی آناهیت مخیتاریان می‌باشد. این مجموعه از روز ۲۶ سپتامبر ۲۰۱۶ از آتی‌وی شروع به نمایش درآمد. بیشتر داستان این مجموعه در ایروان در ارمنستان اتفاق می‌افتد.
این مجموعه هر روز کاری پس از مجموعه تلویزیونی دیگری تحت عنوان «اگر تو را پیدا کنم» در ساعت ۲۳:۰۰ در ارمنستان و ساعت ۲۰:۰۰ در کالیفرنیا پخش می‌شد. 

## یادداشت
1. ↑  Elena Arshakyan
2. ↑  Anahit Mkhitaryan